# B.J. Daniels
Bruce Edward Daniels (Tallahassee, 24 ottobre 1989) è un ex giocatore di football americano statunitense che ha militato nel ruolo di quarterback. Fu scelto nel corso del settimo giro (237º assoluto) del Draft NFL 2013 dai San Francisco 49ers. Al college ha giocato a football alla University of South Florida.

## Carriera

### San Francisco 49ers
Daniels fu scelto nel corso del settimo giro del Draft 2013 dai San Francisco 49ers. Il 1º ottobre, con l'arrivo di John Skelton ai Niners, fu svincolato.

### Seattle Seahawks
Il 2 ottobre 2013, Daniels firmò coi Seattle Seahawks. Nelle settimana che precedette la finale della NFC dei playoff 2014-'15 contro i Green Bay Packers, fu promosso nel roster attivo dopo l'infortunio del ricevitore Paul Richardson. Nella stagione 2015 fu spostato nel ruolo di wide receiver disputando le prime sei gare in carriera, prima di essere svincolato.

### Houston Texans
Il 21 dicembre 2015, Daniels firmò con gli Houston Texans. Debuttò con la nuova squadra il 27 dicembre contro i Tennessee Titans tornando al ruolo di quarterback, completando un passaggio su due tentativi per 7 yard.

## Palmarès

### Franchigia
- Super Bowl : 1

Seattle Seahawks: Super Bowl XLVIII
- National Football Conference Championship: 3

Seattle Seahawks: 2013, 2014
Atlanta Falcons: 2016

## Statistiche
NFL
| Partite totali      | 8    |
| Partite da titolare | 0    |
| Yard passate        | 7    |
| Touchdown           | 0    |
| Intercetti          | 0    |
| Passer rating       | 58,3 |